# Hans-Peter Knecht
Hans-Peter „Bubu“ Knecht (* 12. April 1960) ist ein ehemaliger deutscher Fußballspieler.

## Sportlicher Werdegang
Knecht rückte Ende der 1970er Jahre aus der Jugend in die Wettkampfmannschaft der Offenbacher Kickers auf, die seinerzeit in der 2. Bundesliga spielten. Am vorletzten Spieltag der Spielzeit 1978/79 debütierte er an der Seite von Gerd Paulus, Rudi Völler, Stefan Lottermann, Kurt Geinzer und Ulrich Pechtold beim 6:1-Erfolg über den FV Würzburg 04 in der zweithöchsten Spielklasse und erzielte mit dem Treffer zum 6:0-Zwischenstand sein erstes Profitor. In den folgenden beiden Spielzeiten schwankte er zwischen Startformation und Ersatzbank, dabei war der Mittelfeldspieler dennoch mit 14 Toren in 33 Saisonspielen in der Spielzeit 1979/80 zweitbester vereinsinterner Torschütze hinter Walter Krause. Im folgenden Jahr kam er in den Relegationsspielen zur Bundesliga gegen Eintracht Braunschweig jeweils als Einwechselspieler zum Einsatz, trotz eines 1:0-Hinspielsiegs nach einem Treffer von Wolfgang Trumpf bedeute ein Doppelschlag von Wolfgang Grobe und Ronald Worm innerhalb der ersten fünf Minuten nach der Halbzeit eine 0:2-Niederlage und damit das Verpassen des Aufstiegs. In der folgenden Spielzeit bestritt er nur drei Spiele, dabei die letzten beiden der Saison. Zwar erzielte er im abschließenden Spiel bei der 2:5-Niederlage beim TSV 1860 München als Einwechselspieler beide Tore (auf der Gegenseite schoss sich Völler mit vier Treffern endgültig zum Torschützenkönig), in der Relegation gegen Bayer 04 Leverkusen blieb ihm jedoch erneut nur die Ersatzbank. Kurios dabei: Unmittelbar nach Ende der regulären Spielzeit war Trainer Franz Brungs nach dem Sturz auf den Relegationsplatz entlassen worden, so dass Interimstrainer Manfred Erber übernahm, während Nachfolger Lothar Buchmann zwar schon unterstützte, aber wegen seines noch bis zum 30. Juni des Jahres laufenden Vertrags beim Erzrivalen Eintracht Frankfurt nicht auf der Trainerbank Platz nehmen durfte. In dieser Konstellation verloren die Kickers beide Spiele, im Hinspiel war Knecht noch ein Kurzeinsatz als Einwechselspieler vergönnt gewesen.
Im Sommer 1982 wechselte Knecht in die Oberliga Hessen zu Viktoria Aschaffenburg. Nach einem dritten und zweiten Platz gewann er mit dem Klub in der Spielzeit 1984/85 die Oberligameisterschaft. Mit drei Siegen und einem Unentschieden platzierte sich die Mannschaft in der Aufstiegsrunde zur 2. Bundesliga in der Südgruppe hinter dem bayerischen Vertreter SpVgg Bayreuth als Zweiter und stieg in die 2. Bundesliga auf. Wechselnd als Libero oder im Mittelfeld eingesetzt, war er in der folgenden Spielzeit einer der Garanten für den Klassenerhalt des Liganeulings, der die Spielzeit 1985/86 auf dem 13. Tabellenplatz beendete. In der folgenden Spielzeit war er mit 15 Saisontreffern bester vereinsinterner Torschütze, die Mannschaft um Uwe Dittus, Claus Reitmaier und Radomir Dubovina belegte jedoch mit neun Punkten Rückstand auf das rettende Ufer einen Abstiegsplatz. Im Oktober 1987 machte er mit dem Drittligisten bundesweit Schlagzeilen, als in der 2. Hauptrunde des DFB-Pokalwettbewerbs 1987/88 der Bundesligaspitzenreiter 1. FC Köln mit einem 1:0-Erfolg besiegt wurde, Knecht hatte dabei den Treffer von Uwe Höfer vorbereitet. Erst im Viertelfinale beendete Werder Bremen mit einem 3:1-Sieg die Pokalerfolge der Hessen. Nach dem direkten Wiederaufstieg spielte Knecht noch eine Saison in der zweiten Liga, aus der der Klub denkbar knapp abstieg: Der punkt- und gegentorgleiche Konkurrent SpVgg Bayreuth, der die Klasse aufgrund des Lizenzentzugs von Knechts früherem Verein Kickers Offenbach hielt, hatte fünf Tore mehr geschossen. Später beendete er beim Klub 1990 seine aktive Karriere, in der er in 157 Spielen in der 2. Bundesliga 53 Tore erzielt hatte und für die deutsche U-21-Nationalmannschaft nominiert worden war (drei Lehrgänge, zwei inoffizielle Freundschaftsspiele).
In den 1990er Jahren arbeitete Knecht auch als Trainer. In der Spielzeit 1997/98 verpasste er mit dem Süd-Regionalligisten Borussia Fulda hinter dem SSV Ulm 1846 und seinem Ex-Klub Kickers Offenbach als Dritter knapp den Zweitligaaufstieg.

## Trivia
Bei Viktoria Aschaffenburg hatte und hat Hans-Peter Knecht insbesondere wegen seiner vielen Freistoßtore Kultstatus. Deshalb hallte es in den 80er Jahren vor jedem Freistoß der Viktoria „Bubu“ durch das Stadion am Schönbusch. Teilweise wurde noch „Bubu“ gerufen, als er schon lange nicht mehr bei Viktoria aktiv war. „Bubu“ ist sein Spitzname seit Jugendzeiten.